# Női 200 méteres pillangóúszás a 2013-as úszó-világbajnokságon
A női 200 méteres pillangóúszás versenyszámát a 2013-as úszó-világbajnokságon július 31-én és augusztus 1-jén rendezték meg. Előbb a selejtezőt és az elődöntőt, másnap a döntőt.

## Rekordok
|                    | Név               | Nemzetiség | Idő     | Helyszín | Dátum             |
| ------------------ | ----------------- | ---------- | ------- | -------- | ----------------- |
| Világcsúcs         | Liu Zige          | Kína       | 2:01.81 | Csinan   | 2009. október 21. |
| Világbajnoki csúcs | Jessicah Schipper | Ausztrália | 2:03.41 | Róma     | 2009. július 31.  |

## Érmesek
| Arany           | Ezüst                           | Bronz                         |
| Liu Zige · Kína | Mireia Belmonte · Spanyolország | Hosszú Katinka · Magyarország |

## Eredmények

### Selejtező
| Helyezés | Futam | Pálya | Név                      | Nemzetiség | Idő     | Megjegyzés |
| -------- | ----- | ----- | ------------------------ | ---------- | ------- | ---------- |
| 1        | 2     | 4     | Mireia Belmonte          | ESP        | 2:07.21 | Q          |
| 2        | 2     | 3     | Hosszú Katinka           | HUN        | 2:07.51 | Q          |
| 3        | 1     | 4     | Natsumi Hoshi            | JPN        | 2:07.59 | Q          |
| 4        | 3     | 3     | Liu Zige                 | CHN        | 2:07.63 | Q          |
| 5        | 3     | 4     | Jiao Liuyang             | CHN        | 2:07.79 | Q          |
| 6        | 3     | 5     | Cammile Adams            | USA        | 2:07.83 | Q          |
| 7        | 1     | 5     | Jakabos Zsuzsanna        | HUN        | 2:07.87 | Q          |
| 8        | 1     | 6     | Stefania Pirozzi         | ITA        | 2:08.50 | Q          |
| 9        | 3     | 2     | Franziska Hentke         | GER        | 2:08.51 | Q          |
| 10       | 1     | 3     | Audrey Lacroix           | CAN        | 2:09.13 | Q          |
| 11       | 3     | 6     | Judit Ignacio Sorribes   | ESP        | 2:09.48 | Q          |
| 12       | 2     | 5     | Jemma Lowe               | GBR        | 2:10.21 | Q          |
| 13       | 2     | 2     | Maya DiRado              | USA        | 2:10.25 | Q          |
| 14       | 2     | 6     | Katerine Savard          | CAN        | 2:10.72 | Q          |
| 15       | 1     | 7     | Andreina Pinto           | VEN        | 2:10.74 | Q          |
| 16       | 3     | 7     | Joanna Maranhão          | BRA        | 2:11.14 | Q          |
| 17       | 1     | 1     | Samantha Lee             | NZL        | 2:11.95 |            |
| 18       | 2     | 1     | Rita Medrano             | MEX        | 2:12.41 |            |
| 19       | 1     | 2     | An Se-Hyeon              | KOR        | 2:13.26 |            |
| 20       | 3     | 1     | Yana Martynova           | RUS        | 2:13.99 |            |
| 21       | 3     | 8     | Quah Ting Wen            | SIN        | 2:14.10 |            |
| 22       | 2     | 8     | Monalisa Lorenza         | INA        | 2:18.24 |            |
| 23       | 1     | 8     | Julimar Avila            | HON        | 2:19.56 |            |
| 24       | 3     | 0     | Maria Far Nunez          | PAN        | 2:22.37 |            |
| 25       | 1     | 0     | Pooja Alva               | IND        | 2:31.76 |            |
| 26       | 2     | 0     | Amboratiana Domoinannava | MAD        | 2:40.51 |            |
|          | 2     | 7     | Ingvild Snildal          | NOR        |         | nem indult |

### Elődöntő

#### Első elődöntő
| Helyezés | Pálya | Név              | Nemzetiség | Idő     | Megjegyzés |
| -------- | ----- | ---------------- | ---------- | ------- | ---------- |
| 1        | 3     | Cammile Adams    | USA        | 2:06.75 | Q          |
| 2        | 4     | Hosszú Katinka   | HUN        | 2:06.85 | Q          |
| 3        | 5     | Liu Zige         | CHN        | 2:07.18 | Q          |
| 4        | 2     | Audrey Lacroix   | CAN        | 2:07.91 |            |
| 5        | 6     | Stefania Pirozzi | ITA        | 2:08.09 |            |
| 6        | 7     | Jemma Lowe       | GBR        | 2:08.53 |            |
| 7        | 1     | Katerine Savard  | CAN        | 2:10.42 |            |
| 8        | 8     | Joanna Maranhão  | BRA        | 2:14.07 |            |

#### Második elődöntő
| Helyezés | Pálya | Név                    | Nemzetiség | Idő     | Megjegyzés |
| -------- | ----- | ---------------------- | ---------- | ------- | ---------- |
| 1        | 4     | Mireia Belmonte        | ESP        | 2:06.53 | Q          |
| 2        | 5     | Natsumi Hoshi          | JPN        | 2:07.18 | Q          |
| 3        | 6     | Jakabos Zsuzsanna      | HUN        | 2:07.31 | Q          |
| 4        | 3     | Jiao Liuyang           | CHN        | 2:07.70 | Q          |
| 5        | 7     | Judit Ignacio Sorribes | ESP        | 2:07.86 | Q          |
| 6        | 2     | Franziska Hentke       | GER        | 2:07.87 |            |
| 7        | 1     | Maya DiRado            | USA        | 2:08.28 |            |
| 8        | 8     | Andreina Pinto         | VEN        | 2:10.11 |            |

### Döntő
| Helyezés  | Pálya | Név                    | Nemzetiség | Idő     | Megjegyzés |
| --------- | ----- | ---------------------- | ---------- | ------- | ---------- |
| Aranyérem | 6     | Liu Zige               | CHN        | 2:04.59 |            |
| Ezüstérem | 4     | Mireia Belmonte        | ESP        | 2:04.78 |            |
| Bronzérem | 3     | Hosszú Katinka         | HUN        | 2:05.59 |            |
| 4         | 2     | Natsumi Hoshi          | JPN        | 2:06.09 |            |
| 5         | 7     | Jakabos Zsuzsanna      | HUN        | 2:06.58 |            |
| 6         | 1     | Jiao Liuyang           | CHN        | 2:06.65 |            |
| 7         | 5     | Cammile Adams          | USA        | 2:07.73 |            |
| 8         | 8     | Judit Ignacio Sorribes | ESP        | 2:08.40 |            |